# Pauli (Familienname)
Pauli ist ein deutscher Familienname.

## Namensträger

### Künstlername
- Pauli (1905–1968), deutscher Grafiker und Illustrator, siehe Fritz Stelzer
- Kiem Pauli (1882–1960), bairischer Volksmusiker und Volksmusiksammler

### A
- Adolf Pauli (1860–1947), deutscher Diplomat
- Adolph Frederick Pauli (1893–1976), US-amerikanischer Klassischer Philologe
- Albert Pauli (1863–1936), schwedischer Augenarzt
- Alfred Pauli (Kunsthistoriker) (1896–1938), deutscher Kunsthistoriker und Kunsthändler
- Alfred Dominicus Pauli (1827–1915), deutscher Jurist und Politiker
- Alice Pauli (1922–2022), Schweizer Galeristin, Bildhauerin und Mäzenin
- Andreas Pauli (* 1993), deutscher Eishockeyspieler
- Andreas Alois Di Pauli (1761–1839), österreichischer Jurist
- Anton Di Pauli (1828–1883), österreichischer Politiker
- Arnold Pauli (1900–1977), Schweizer Sänger, Chorleiter und Komponist
- Arthur Pauli (* 1989), österreichischer Skispringer
- August Pauli (Politiker) (1852–1923), deutscher Tischler und Politiker, MdR
- August Friedrich Pauli (1796–1845), deutscher Klassischer Philologe, siehe August Friedrich Pauly
- August Wilhelm Pauli (Schauspieler) (1747–nach 1836), deutscher Schauspieler und Sänger
- August Wilhelm Pauli (Diplomat) (1781–1858), deutsch-dänischer Kaufmann und Diplomat

### B
- Benedikt Pauli (1490–1552), deutscher Rechtswissenschaftler
- Bertha Pauli (auch Berta Pauli; 1878–1927), österreichische Journalistin
- Broderus Pauli (1598–1679), deutscher Jurist und Politiker

### C
- Carl Pauli (Philologe) (1839–1901), deutscher Philologe
- Carl Wilhelm Pauli (1792–1879), deutscher Rechtswissenschaftler, Richter und Historiker
- Christian Pauli (Fußballspieler) (* 1992), deutsch-österreichischer Fußballspieler
- Christian Moritz Pauli (1785–1825), deutscher Pädagoge und Sprachwissenschaftler
- Christiane Pauli, deutsche Schauspielerin
- Christiane Pauli-Magnus (* 1969), Schweizer Ärztin und Hochschullehrerin
- Constantin Pauli (* 1942), deutscher Dokumentarfilmer

### D
- Denis Pauli (* 1978), deutscher Politiker (AfD)

### E
- Edgar von Schmidt-Pauli (Schriftsteller) (1881–1955), deutscher Schriftsteller, Journalist und Literaturfunktionär
- Edgar von Schmidt-Pauli (Diplomat) (1915–2001), deutscher Diplomat
- Elisabeth von Schmidt-Pauli (1882–1956), deutsche Schriftstellerin
- Erika Pauli (1912–nach 1954), deutsche Schauspielerin
- Ernst Pauli (Koch) (1886–1960), Schweizer Koch und Autor
- Ernst Ludwig Pauli (1716–1783), deutscher evangelischer Theologe

### F
- Franz Pauli (1927–1970), deutscher Maler
- Friedrich Pauli (Mediziner) (1804–1868), deutscher Arzt und Chirurg
- Friedrich August von Pauli (1802–1883), deutscher Ingenieur
- Fritz Pauli (Politiker) (1832–1898), deutscher Jurist und Politiker
- Fritz Pauli (Schauspieler) (Friedrich Pauli), deutscher Schauspieler
- Fritz Eduard Pauli (1891–1968), Schweizer Maler

### G
- Gabriele Pauli (* 1957), deutsche Politikerin
- Georg Pauli (1855–1935), schwedischer Maler
- Georg Pauli (Lehrer) (1867–1949), deutscher Lehrer, Radsportler und Autor
- Georg Pauli-Stravius (1593–1661), deutscher Geistlicher, Weihbischof in Köln
- Georg Jakob Pauli (1722–1795), deutscher Theologe
- Gregor Pauli (1525–1591), polnischer Schriftsteller und Theologe
- Günter Pauli (1929–2010), deutscher Politiker (SPD)
- Gunter Pauli (* 1956), belgischer Unternehmer und Publizist
- Günther-Martin Pauli (* 1965), deutscher Politiker (CDU)
- Guntram Pauli (* 1952), deutscher Musiker
- Gustav Pauli (1866–1938), deutscher Kunsthistoriker
- Gustav Friedrich Pauli (1824–1911), Weltreisender

### H
- Hanna Pauli (1864–1940), schwedische Malerin
- Hannes G. Pauli (1924–2003), Schweizer Mediziner
- Hans Pauli, Pseudonym von Max Hoffmann (Schriftsteller) (1858–nach 1912), deutscher Lehrer, Schriftsteller und Übersetzer
- Hans Pauli, Pseudonym von Moritz Heimann (1868–1925), deutscher Schriftsteller, Kritiker und Lektor
- Hans Pauli (Politiker) (1948–2019), Schweizer Schwinger, Funktionär und Politiker (SVP)
- Hansjörg Pauli (1931–2007), Schweizer Musikwissenschaftler und Schriftsteller
- Heinrich Pauli (Mediziner) (1565–1610), deutscher Mediziner und Hochschullehrer
- Heinrich Pauli (Musiker) (1865–nach 1909), deutscher Kirchenmusiker
- Heinrich Pauli (Sportfunktionär), deutscher Ruderer und Sportfunktionär
- Heinrich Pauli (Elektrotechniker) (1893–1962), deutscher Elektrotechniker
- Heinrich Wilhelm Ludwig Pauli (1779–??), deutscher Buchdrucker, Buchhändler und Verleger
- Herbert Pauli (* 1952), österreichischer Schriftsteller
- Hermann Gottfried Pauli (1720–1786), deutscher evangelischer Theologe
- Hermann Pauli (Regisseur) (1819–1894), bürgerlich Hermann Otto Samuel Paul, deutscher Regisseur
- Hermann Reinhold Pauli (1682–1750), deutscher evangelischer Theologe und Prediger
- Hertha Pauli (1906–1973), österreichisch-US-amerikanische Schauspielerin, Autorin und Journalistin

### I
- Irms Pauli (1926–1988), deutsche Kostümbildnerin

### J
- Jacqueline Pauli (* 1982), Schweizer Bauingenieurin
- Joachim Pauli (1733–1812), deutscher Buchhändler und Verleger
- Joachim Friedrich Pauli (1719–1791), deutscher Jurist und Politiker, Oberbürgermeister von Stettin
- Johann Pauli (Architekt), österreichischer Architekt
- Johann Wilhelm Pauli (Mediziner) (1658–1723), deutscher Mediziner, Philosoph und Hochschullehrer
- Johann Wilhelm Pauli (Freiheitskämpfer) (genannt Paul von Bettenhagen; 1793–1813), deutscher Freiheitskämpfer
- Johannes Pauli (Franziskaner) (um 1455–1530/1533), deutscher Prediger und Dichter
- Johannes Pauli (SS-Mitglied) (1900–1969), Schweizer SS-Hauptscharführer
- Josef Pauli (Politiker) (1844–nach 1881), deutscher Politiker (Zentrum)
- Josef Di Pauli (auch Josef von Dipauli; 1844–1905), österreichischer Politiker
- Josef Pauli (Sänger) (1867–1928), deutscher Opernsänger (Tenor)
- Joseph Pauli (1769–1846), österreichischer Geigenbauer
- Julia Pauli (* 1970), deutsche Ethnologin
- Julian Pauli (* 2005), deutscher Fußballspieler

### K
- Karl Pauli (Schauspieler) (1856–1918), deutscher Schauspieler und Schriftsteller
- Karl Friedrich Pauli (1723–1778), deutscher Rechtswissenschaftler und Historiker
- Karl Gottlieb Pauli, deutscher Mediziner

### L
- Lorenz Pauli (* 1967), Schweizer Schriftsteller
- Louise Pauli (1774–1823), deutsche Buchhändlerin und Verlegerin
- Ludwig Pauli (Archäologe) (1944–1994), deutscher Archäologe
- Ludwig Ferdinand Pauli (1793–1841), deutscher Schauspieler und Theaterregisseur
- Lukas Pauli (* 2000), deutscher Komponist

### M
- Magdalena Pauli (1757–1825), deutsche Philanthropin
- Magdalene Pauli (1875–1970), deutsche Schriftstellerin
- Manuel Pauli (1930–2002), Schweizer Architekt
- Martin Gottlieb Pauli (1721–1796), deutscher Rechtswissenschaftler
- Max Pauli (1864–nach 1929), deutscher Opernsänger (Tenor) und Gesangspädagoge
- Michael Pauli (Politiker) (vor 1698–1713), deutscher Politiker, Bürgermeister von Kiel
- Michael Pauli (Mediziner) (1652–1729), deutscher Mediziner
- Moritz Pauli (Politiker) (1838–1917), deutscher Lehrer und Politiker, MdR
- Moritz Pauli (Schauspieler) (* 2006), deutscher Schauspieler

### O
- Oscar Pauli (1938–2005), deutscher Politiker (SPD), MdL Baden-Württemberg
- Otto Pauli (Otto Hieronimus Pauli; 1797–1854), deutscher Fabrikant und Unternehmensgründer

### P
- Paul Pauli (* 1960), deutscher Psychologe und Hochschullehrer
- Peter Pauli (* 1940), deutscher Schauspieler
- Philipp Pauli (Mediziner) (1855–1935), deutscher Kinderarzt und Standespolitiker
- Philipp August Pauli (1782–1854), deutscher Schriftsteller und Lehrer
- Philipp Victor Pauli (1836–1920), deutscher Chemiker und Fabrikant

### R
- Reinhold Pauli (Theologe) (Georg Reinhold Pauli; 1638–1682), deutscher reformierter Theologe, Prediger und Hochschullehrer
- Reinhold Pauli (Historiker) (1823–1882), deutscher Historiker
- Richard Pauli (1886–1951), Psychologe
- Rudolf Pauli (* 1963), deutscher Jurist, Anwalt und Autor
- Rüdiger Pauli (1935–2001), deutscher Grafiker und Kunsterzieher

### S
- Samuel Johann Pauli (1766–1821), Schweizer Büchsenmacher und Luftschiffkonstrukteur
- Sebastian Pauli (Mediziner), deutscher Mediziner
- Sebastian Pauli (Theologe) (auch Sebastianus Pauli; 1738–1812), deutscher Ordensgeistlicher
- Sebastian Pauli (Pokerspieler) (* 1989), deutscher Pokerspieler
- Simon Pauli (der Ältere) (1534–1591), deutscher Theologe
- Simon Pauli (der Jüngere) (auch Simon Paulli; 1603–1680), deutsch-dänischer Arzt und Botaniker
- Simon Pauli (Musiker), deutscher Bassist und Hochschullehrer
- Stefanie Pauli (* 1989), Schweizer Wirtschaftsjournalistin

### T
- Theodor Pauli (1648–1716), deutscher Rechtswissenschaftler
- Theodor von Schmidt-Pauli (1817–1868), deutscher Reeder
- Thomas Pauli-Gabi (* 1966), Schweizer Archäologe und Museumsdirektor
- Tobias Ferdinand Pauli, deutscher Mediziner

### V
- Virgílio de Pauli (1923–1999), brasilianischer Geistlicher, Bischof von Campo Mourão

### W
- Walter Pauli (Unternehmer) (1898–1991), deutscher Unternehmer
- Walter Pauli (Polizist) (1953–1975), deutscher Polizist
- Walther Pauli (1880–nach 1938), deutscher Kapellmeister
- Werner Pauli (* 1930), deutscher Gitarrist, Arrangeur und Komponist
- Wilhelm Frahm-Pauli (1879–1960), deutscher Maler
- Wolfgang Pauli (1900–1958), österreichischer Physiker und Nobelpreisträger
- Wolfgang Josef Pauli (Wolf Pascheles; 1869–1955), österreichischer Chemiker